# Nagroda Województwa Małopolskiego im. Jana Pawła II Veritatis Splendor
Nagroda Województwa Małopolskiego im. Jana Pawła II Veritatis Splendor – nagroda Województwa Małopolskiego, przyznawana co dwa lata za szczególne zasługi na rzecz szerzenia dialogu między kulturami w wymiarze kulturowym, społecznym, międzyreligijnym, uwzględniające całokształt dokonań lub jednostkowe osiągnięcia w duchu nauczania i działania św. Jana Pawła II.
Wysokość Nagrody wynosi 100 000 USD.

## Historia
23 maja 2016 roku, z inicjatywy Instytutu Dialogu Międzykulturowego im. Jana Pawła II w Krakowie, Sejmik Województwa Małopolskiego ustanawia Nagrodę Województwa Małopolskiego im. Jana Pawła II Veritatis Splendor.
- Pierwsza edycja Nagrody – 16 października 2016 roku

## Zasady przyznawania nagrody
Nagroda może otrzymać osoba fizyczna lub prawna za całokształt dokonań lub za osiągnięcia o istotnym znaczeniu dla Województwa Małopolskiego, której działalność i dorobek opiera się i jest powiązany z następującymi walorami:
1. pobudzenie procesów twórczych oraz promowanie możliwości ludzi i społeczeństw do rozwoju poprzez pełen szacunku dialog z innymi;
2. propagowanie postawy aktywnej tolerancji traktującej odrębność kulturową jako wartość, a nie powód do wykluczenia;
3. poszukiwanie i odkrywanie pól dialogu i współpracy pomiędzy różnymi kulturami, zwłaszcza na rzecz ochrony niezbywalnych praw naturalnych człowieka;
4. wspieranie idei solidarności i sprawiedliwości społecznej;
5. przyjmowanie etyki solidarności (rozumianej jako idei dobra wspólnego i troski o ludzi zmarginalizowanych we współczesnych społeczeństwach);
6. upowszechnianie wiedzy o wartościach i regułach respektowanych w różnych grupach kulturowych;
7. poszanowanie praw człowieka i jego godności;
8. umiejętne przekształcanie sytuacji konfliktowych w sytuacje współpracy i współdziałania jednostek czy grup reprezentujących inne tradycje kulturowe;
9. szerzenie potrzeby prowadzenia dialogu międzykulturowego, głębszego zrozumienia dla różnych poglądów i praktyk;
10. tworzenie miejsc dialogu międzykulturowego i uczenie kompetencji międzykulturowych.

## Kapituła nagrody[3]
- kard. Stanisław Dziwisz – metropolita krakowski,
- Jacek Krupa – marszałek województwa małopolskiego,
- Urszula Nowogórska – przewodnicząca Sejmiku Województwa Małopolskiego,
- kard. Donald Wuerl – arcybiskup waszyngtoński, kanclerz Katolickiego Uniwersytetu Ameryki,
- kard. Angelo Scola – metropolita Mediolanu,
- kard. Luis Antonio Tagle – arcybiskup Manilii,
- prof. Michał Heller – specjalizuje się w zakresie filozofii przyrody, fizyce, kosmologii relatywistycznej oraz relacji nauka-wiara, laureat Nagrody Templetona,
- George Weigel – pisarz, teolog, działacz społeczny i polityczny,
- Carl Albert Anderson – Najwyższy Rycerz Zakonu Rycerzy Kolumba,
- Rocco Buttiglione – włoski minister kultury, filozof,
- Hanna Suchocka – była ambasador Rzeczypospolitej Polskiej przy Stolicy Apostolskiej oraz Zakonie Maltańskim, Dama Orderu Orła Białego,
- Janina Ochojska – założycielka Polskiej Akcji Humanitarnej.

## Laureaci
- 2016 – siostra Rosemary Nyirumbe[4]
- 2018 – ksiądz Mieczysław Puzewicz[5]
- 2020 – Szpital Uniwersytecki w Krakowie[6]
- 2021 – Towarzystwo Przyjaciół Chorych „Hospicjum im. św. Łazarza”
- 2022 – Dom św. Marcina dePorres w Fastowie, Caritas Archidiecezji Krakowskiej i Caritas Diecezji Tarnowskiej[5]
- 2024 – Ośrodek Wychowawczy im. św. Siostry Faustyny w Krakowie[7]

## Targi DobroczynnościVeritatis Splendor
Kontynuacją międzynarodowej Nagrody Veritatis Splendor są Targi Dobroczynności organizowane co dwa lata w Krakowie. Podczas Targów organizacje dobroczynne z całego świata prezentują swoją działalność, dzielą się doświadczeniami, wskazują na sens i potrzebę niesienia pomocy innym. Targom towarzyszą okolicznościowe konferencje, prelekcje, koncerty i warsztaty.
- Pierwsza edycja Targów – 14–17 września 2017 r.[8]

## Realizator
Realizatorem Nagrody i Targów jest Instytut Dialogu Międzykulturowego im. Jana Pawła II w Krakowie.